# Orchestre national chinois de Taïwan
L'Orchestre national chinois de Taïwan (臺灣國家國樂團 en chinois) est un orchestre traditionnel chinois basé à Taipei. Fondé en 1984 sous le nom de National Art Academy Experimental Chinese Orchestra par le ministère de l'Éducation, il n'acquiert son nom actuel qu'en 2008.
L'orchestre s'est rendu dans plusieurs villes de Chine, ainsi qu'en France et aux États-Unis.